# LOVE BEAT BEST COLLECTION〜ドラマティック・レイン〜
『LOVE BEAT BEST COLLECTION〜ドラマティック・レイン〜』（ラブ・ビート・ベスト・コレクション〜ドラマティック・レイン〜）は、2002年1月23日にContinentalから発売された稲垣潤一の11枚目のベスト・アルバム。

## 解説
デビュー20周年を記念したベスト・アルバム。
「UP TO YOU（20th ANNIVERSARY RE-MIX）」収録。

## 収録曲
1. ドラマティック・レイン
2. 1ダースの言い訳
3. 思い出のビーチクラブ
4. エスケイプ
5. ジンで朝まで
6. 蒼い追憶
7. セブンティ・カラーズ・ガール
8. 悲しきダイヤモンド・リング
9. バチェラー・ガール
10. トライアングル
11. オーシャン・ブルー
12. April
13. 語らない
14. Jの彼女
15. マラソンレース
16. J's LOVE SONG（STUDIO SESSION VERSION）
17. UP TO YOU（20th ANNIVERSARY RE-MIX）